# Shixinggia
Shixinggia oblita
Genre
Espèce
Shixinggia  est un genre éteint de petits dinosaures appartenant à la famille des oviraptoridés. Il vivait à la fin du Crétacé supérieur dans ce qui est aujourd'hui le xian de Shixing, un district administratif de la province chinoise du Guangdong.
L'espèce type, et seule espèce, Shixinggia oblita, a été décrite par Lü Junchang et ses collègues entre 2003 et 2005, , , . Elle  est basée sur les restes d'un spécimen (BVP-112), composés de nombreux os post-crâniens, mais sans fossile du crâne, découverts dans la formation géologique de Pingling datée du Maastrichtien, soit il y a entre 72,2 ± 0,2 et 66,0 Ma (millions d'années).